# Abschied von einer Insel
Abschied von einer Insel ist ein US-amerikanisches Filmdrama aus dem Jahr 1974 von Martin Ritt mit Jon Voight und Paul Winfield in den Hauptrollen. Der Film wurde von 20th Century Fox produziert und basiert auf dem 1972 veröffentlichten autobiographischen Roman The Water Is Wide (dt. Trennende Wasser) von Pat Conroy.

## Handlung
Pat Conroy ist der neue Lehrer an der Schule von Yamacraw Island vor der Küste Georgias. Die Rektorin Mrs. Scott warnt ihn vor den Schülern und rät ihm, strenge Disziplinarmaßnahmen zu nutzen, um die Schüler zur Raison zu bringen. Ihre Frage, ob er ein Problem damit hätte, dass sie schwarz sei, verneint er. Als die Schüler erscheinen, alle farbig, starren sie ihren neuen weißen Lehrer an. Scott nennt sie Babys und bezeichnet sie als unmotiviert und dumm. Als sie weg ist, fordert Pat die Schüler auf, seinen Namen zu sagen. Mehrere von ihnen sprechen ihn falsch aus und sagen Conrack. Pat erkennt, dass seine Schüler weder zählen können noch das Alphabet kennen. Er fragt Scott nach dem Grund des erschreckend niedrigen Bildungsstandes. Die Rektorin entschuldigt dies damit, dass Schwarze langsam seien und körperliche Züchtigung benötigen.
Bei Gesprächen mit den Einwohnern lernt Pat die örtliche Hebamme kennen, die die meisten der Kinder zur Welt gebracht hat. Sie ermuntert ihn, die Schüler liebevoll zu behandeln. Als Pat eines Morgens einige Schüler in die Klasse drängt, wird er von einem von ihnen zu Boden geschubst. Mrs. Scott erscheint und reicht Pat einen Gürtel, um den Jungen zu züchtigen. Pat schlägt in der Klasse mit dem Gürtel auf den Tisch und erklärt, er habe gedrängt, weil ein langer Tag vor ihnen liege. Später begegnet er der 13-jährigen Mary, die lieber angelt, als zur Schule zu gehen. Er bietet ihr an, dass sie für ihn kocht und putzt für einen Dollar täglich.
Am nächsten Tag fordert Mrs. Scott, dass sich derjenige meldet, der am Vortag auf einen der Stühle uriniert hat. Pat nimmt, zum Ärger der Rektorin, die Schuld auf sich. Pats Unterricht wird immer unkonventioneller. Einnickende Schüler weckt er mit einem Horn. Er vermittelt ihnen Yoga, zeigt ihnen, wie man sich die Zähne putzt und erklärt ihnen die Schwerkraft, indem er auf einen Baum klettert. Mary zeigt er Backrezepte und bringt ihr mit ihnen das Lesen bei. Er verbringt mit den Schülern viel Zeit außerhalb des Klassenraums und bringt ihnen Namen von Pflanzen bei. Dabei trifft er auf den Schwarzbrenner Mad Billy, der ihn von seinem Land weist, auf dem keine Weißen erlaubt seien.
Mary sucht eines Morgens die Schule auf, rennt aber weg, nachdem Pat sie eingeladen hat. Pat holt sie ein und sie erzählt ihm, dass sie wegen Scotts Härte nicht zur Schule gehe. Als sie erneut auftaucht, will sie gleich wieder gehen, als sie merkt, dass sie die Einzige ohne Schuhe ist. Pat fordert die anderen Schüler auf, ihre Schuhe auszuziehen. Mit Mad Billy freundet Pat sich an und erteilt ihm Unterricht in Lesen und Schreiben im Austausch für Alkohol. Der Schulinspektor Skeffington fordert von Pat, sich an die Regeln zu halten. Er hat einiges über Pats Lehrmethoden gehört. Nachdem Pat beim Angeln die Leiche eines ertrunkenen Mannes gefunden hat, will er seinen Schülern das Schwimmen beibringen.
Als sich seine Schüler über Scotts Unsensibilität beklagen, erklärt sie Pat, dass sie versuche, die Schüler auf eine raue Welt vorzubereiten. Später wendet sich Mary an ihn. Ein älterer Mann, der Quickfellow genannt wird, hat ihr angeboten, benötigte Sachen für ihre Familie zu kaufen, wenn sie mit ihm leben würde. Pat rät ihr ab, da es das Ende ihres Unterrichts bedeute. Kurz darauf erkennt er, dass seine Schüler nichts von Halloween und seinen Bräuchen wissen. Er will mit ihnen nach Beaufort aufs Festland und dort Halloween feiern. Auf der Suche nach Übernachtungsmöglichkeiten bekommt er wegen seiner schwarzen Schüler zunächst nur Absagen. Skeffington verbietet Pat, die Kinder von der Insel zu bringen. Auch die Eltern verbieten die Reise, also sucht Pat sie persönlich auf, um die Erlaubnis einzuholen. Tatsächlich kann Pat an Halloween mit seinen Schülern auf der Fähre nach Beaufort übersetzen.
Zum ersten Mal sehen die Kinder Straßenmarkierungen. Sie trinken Milchshakes und besuchen eine öffentliche Bücherei. Pat konnte die Kinder bei seiner Bekannten Mrs. Sellers unterbringen. Dort legen sie ihre Halloweenkostüme an und gehen von Tür zu Tür, um Süßigkeiten zu bekommen. Auch bei Skeffington klingeln sie, der ihnen freundlich Süßigkeiten gibt. Zurück auf der Insel erhält Pat brieflich seine Kündigung. Edna, Mutter zweier seiner Schüler, hält eine Elternversammlung ab. Die Eltern sollen die Schule boykottieren, bis Pat wieder eingestellt ist. Skeffington bleibt bei seiner Entscheidung und verteidigt sie bei einer Anhörung vor dem Arbeitsgericht. Pat fährt mit einem Lieferwagen umher und informiert die Leute per Lautsprecher über seine Situation.
Pat packt seine Sachen und macht sich auf den Weg zur Fähre. Mary eilt ihm hinterher, um ihm zu sagen, dass sie Quickfellows Angebot abgelehnt hat. Am Anleger wird er von seinen Schülern erwartet. Er stellt ihnen Testfragen, die sie problemlos beantworten. Als die Fähre anlegt, verabschiedet sich Pat schweren Herzens. Die Schüler schauen der Fähre noch lange nach.

## Produktion

### Hintergrund
Gedreht wurde der Film vom 8. Mai bis zum 23. Juli 1973 in Brunswick und auf St. Simons Island.
Drehbuchautor Irving Ravetch hatte die Rechte an Pat Conroys Autobiographie für 7.500 Dollar (2023: 51.000 Dollar) erworben. Vom Produktionsstudio erhielt er für das Drehbuch 50.000 Dollar (2023: 3,4 Millionen Dollar) plus 5 Prozent Gewinnbeteiligung. Das Budget des Films lag bei 2 Millionen Dollar (2023:13,7 Millionen Dollar).
Im Februar 1973 wurde Jon Voight für die Hauptrolle verpflichtet. Die Dreharbeiten sollten im Mai beginnen. Jimmy Carter, Gouverneur von Georgia, hatte im Februar bei einer Reise nach Los Angeles eine Kommission gegründet, die Filmproduktionen in Georgia unterstützen sollte. Regisseur Ritt, der schon bei den Dreharbeiten zu Das Jahr ohne Vater im Vorjahr Rassismus in Georgia erlebt hatte – ein Motelbesitzer hatte sich geweigert, schwarze Crewmitglieder zu beherbergen – suchte Gouverneur Carter auf, der daraufhin alle staatlichen Einrichtungen für das Filmteam verfügbar machte. 2006 produzierte der TV-Sender CBS mit Weites Wasser ein Remake.

### Stab
John McCarthy Jr. war für das Szenenbild zuständig. Verantwortliche Toningenieure waren David M. Ronne und Theodore G. Soderberg.

### Besetzung
Lynn Stalmaster war der Casting Director des Films. Madge Sinclair gab ihr Spielfilmdebüt.

## Synchronisation
Die deutsche Synchronfassung entstand 1951 im Auftrag des DEFA-Studios für Synchronisation unter der Dialogregie von Wolfgang Thal nach einem Dialogbuch von Wolfgang Woizick.
| Rolle       | Schauspieler   | Deutscher Synchronsprecher |
| ----------- | -------------- | -------------------------- |
| Pat Conroy  | Jon Voight     | Wolfgang Ostberg           |
| Mad Billy   | Paul Winfield  | Gunter Schoß               |
| Mrs. Scott  | Madge Sinclair | Johanna Clas               |
| Mary        | Tina Andrews   | Rosemarie Weigel           |
| Edna        | Ruth Attaway   | Ruth Kommerell             |
| Skeffington | Hume Cronyn    | Gerd Michael Henneberg     |

## Veröffentlichung
Die Premiere des Films fand am 27. März 1974 in New York statt. In der ehemaligen DDR kam er unter dem Originaltitel am 25. März 1977 in die Kinos. In der Bundesrepublik Deutschland wurde er am 11. Januar 1980 im deutschen Fernsehen ausgestrahlt.

## Kritiken
Der Filmkritiken-Aggregator Rotten Tomatoes hat in einer Auswertung von zwölf Kritiken eine Zustimmungsrate von 67 Prozent errechnet. Das Publikumsergebnis hat sich bei 79 Prozent positiver Bewertungen eingependelt.
Das Lexikon des internationalen Films schrieb: „Der pessimistisch getönte Film zeichnet ein Bild südstaatlicher Überheblichkeit, die Rassismus immer noch als tradierte Wertvorstellung begreift und lebt, spricht aber nur die Oberfläche der Probleme an und läßt viele Fragen offen.“
Die Filmzeitschrift Cinema befand: „Martin Ritts melancholisch gefärbter Film zeichnet ein trauriges Bild der amerikanischen Gesellschaft, in der die Hautfarbe über Erfolg und Misserfolg im Leben entscheidet. Von der Handlung her teils etwas klischeehaft angelegt, fesselt der Film dennoch durch das Spiel seines Hauptdarstellers und der vielen, hervorragend agierenden Laien. Abschied von einer Insel hinterlässt ein Gefühl der Resignation und Trauer – vielleicht war es ein zu schwer verdauliches Werk für den weißen Anteil der US-Gesellschaft. In den Vereinigten Staaten strafte man Ritts engagierten Streifen konsequent mit Missachtung.“
Eugenia Collier von der The New York Times befand, der Film schaffe es, trotz gewisser Vorteile wie effektive Darstellungen, exzellente Kameraführung und einen Haufen sympathischer Jugendlicher, zweitklassig zu bleiben. Das Problem sei, dass es nicht um die Inselbewohner gehe, sondern um den jungen weißen Lehrer. Man sehe die Leute und ihre Umgebung nur durch seine Augen und dadurch sei die Perspektive sehr begrenzt. Wieder einmal werden die Schwarzen als kulturell unterprivilegiert, hilflos und hoffnungslos gezeigt, in Erwartung, dass der liberale Weiße sie erleuchtet und aus ihrer abgrundtiefen Unkenntnis herausführt. Dieses Bild werde durch die Abwesenheit jeglicher Kultur der Insulaner, wie Kunst und Musik, projiziert. Die Möglichkeit, sich auf die Charaktere tiefer einzulassen und dadurch eine bedeutsame Konfrontation mit sich selber zu erfahren, werde für einen unterhaltenden Streifblick verschenkt.
Don Druker schrieb im Chicago Reader, dass, während Jon Voight als fröhlicher Bilderstürmer in guter Form sei, Regisseur Ritt unglücklicherweise zu viel Undefiniertes und Undifferenziertes hinterlasse und in Pathos und unlustiger Karikatur verfalle.
Das Magazin Time Out hob hervor, dass sämtliche unseriöse Aspekte des Themas zum Teil durch ein starkes Drehbuch verbannt wurden. Größeren Anteil daran hatten Voights fesselnde und überzeugende Darstellung, die Regisseur Ritt ihm abverlangte, und die jugendliche Besetzung.

## Auszeichnungen
Bei der Verleihung der British Academy Film Awards 1976 wurde der Film mit dem Preis der Vereinten Nationen (UN-Award) ausgezeichnet.
Das Drehbuch wurde 1975 für den WGA-Award der Writers Guild of America als Bestes adaptiertes Drama nominiert.
Jon Voight und Madge Sinclair erhielten 1975 Nominierungen für den NAACP Image Award als hervorragende(r) Schauspieler(in) in einem Spielfilm.